# Superkritično krilo
Superkritično krilo je letalsko krilo posebej zasnovano, tako da se valovni upor (upor zaradi stiskanja zraka) pojavi kasneje in v manjšem obsegu. Superkritična krila imajo bolj ravno zgornjo površino in na zadnjem delu bolj zavito skeletnico. Superkritična krila so razvili v 1960ih pri NASI pod vodstovm Whitcomba. Testirali so jih na modificiranem North American T-2C Buckeye. Sprva so bila namenjena za uporabo na nadzvočnih letalih, danes pa se uporabljajo skoraj na vseh reaktivnih potniških letalih. 
Eksperimentalna letala iz 1950-60ih s konvencionalnimi krili so telo težko dosegla hitrosti nad Mach 0,9. Pri teh hitrostih se je pojavil velik valovni upor, probleme so imeli tudi s stabilnostjo ("Mach tuck"). Pri superkritičnih krilih se valovni upor pojavi kasneje in v manjšem obsegu. Primeri modernih letal s tem krilom Airbus A300, Boeing 777 in vojaški McDonnell Douglas AV-8B Harrier II.